# Lakshmana Pandita
Lakshmana Pandita fue el autor de Vaidyarajavallabha, un libro en sánscrito del siglo XV durante el Imperio vijayanagara. También escribió el tratado de medicina ayurvédica YogaCandrika.